# Ernest Serrahima i Sant
Ernest Serrahima i Sant (Barcelona, 1936 - 7 d'abril de 2018) va ser un actor i director de teatre català. Es va formar a l'Escola d'Art Dramàtic Adrià Gual (EADAG) i va treballar a l'òpera, al cinema, a la televisió i en doblatge.
Serrahima, va ser joier de formació i gran aficionat a la fotografia, en especial, retratant el món de la faràndula. Al principi va alternar aquesta professió amb l'ofici d'actor, i posteriorment es va bolcar plenament en la faceta artística. Darrerament havia centrat la seva trajectòria professional en la direcció de muntatges operístics i de recitals de música i poesia.
El 2014 es va crear un Fons Ernest Serrahima, adquirit pel Museu de les Arts Escèniques, que abasta, aproximadament, des de l'any 1967 fins a l'any 2004. Conté negatius i còpies en paper, a més de programes de mà, cartells, i dossiers de premsa d'alguns dels espectacles.

## Teatre

### Com a actor
- 1961. Mort d'home de Ricard Salvat. Estrenada a la Cúpula del Coliseum.
- 1963. Situació bis de Manuel de Pedrolo.
- 1963. L'òpera de tres rals de Bertolt Brecht
- 1964. La señal de fuego de Diego Fabbri.
- 1965. Britànnic de Jean Racine. Traducció de Bonaventura Vallespinosa.
- 1966. Ronda de mort a Sirena de Salvador Espriu. Companyia "Adrià Gual". Direcció: Ricard Salvat.
- 1966. Història d'una guerra de Baltasar Porcel.
- 1967. Homes i no de Manuel de Pedrolo
- 1967. Adrià Gual i la seva època. Text i direcció de Ricard Salvat.
- 1978. Sopa de pollastre amb ordi d'Arnold Wesker.
- 1998. Olga sola de Joan Brossa

## Fons
El seu fons es conserva al Centre de Documentació i Museu de les Arts Escèniques i consta part de les seves obres, a banda de documents personals i administratius. A més a més també hi trobarem fotografies i correspondència.